# 北鷹匠町
北鷹匠町（きたたかじょうまち）は、愛知県名古屋市西区の地名。

## 歴史

### 町名の由来
鷹匠が居住していたことによる。新馬場を挟み、南鷹匠町も所在した。

### 沿革
- 明治初年 - 紅葉町を編入する[2]。
- 1878年（明治11年）12月20日 - 名古屋区編入により、同区北鷹匠町となる[3]。
- 1889年（明治22年）10月1日 - 名古屋市成立により、同市北鷹匠町となる[3]。
- 1908年（明治41年）4月1日 - 西区編入により、同区北鷹匠町となる[3]。
- 1980年（昭和55年）10月12日 - 西区城西二丁目・城西三丁目にそれぞれ編入される[3]。以降、堀川部分に一部を残す[3]。